# Radio Music Awards
Radio Music Awards foi uma premiação anual (de 1999 à 2005) da música estadunidense, que premiava as melhores canções que tocaram nas rádios do país.